# Gemini 801
Gemini 801 је био професионални рачунар фирме Gemini који је почео да се производи у Уједињеном Краљевству од 1981. године.
Користио је 2 x Zilog Z80A као микропроцесор. RAM меморија рачунара је имала капацитет од 64 KB. 
Као оперативни систем кориштен је CP/M и MP/M.

## Детаљни подаци
Детаљнији подаци о рачунару 801 су дати у табели испод.
|                       |                                                                                              |
| [ 1 ]                 |                                                                                              |
| Произвођач            |                                                                                              |
| Тип                   | професионални рачунар                                                                        |
| Меморија              | 64                                                                                           |
| Поријекло             | Уједињено Краљевство                                                                         |
| Година                | 1981                                                                                         |
| Тастатура             | пуни помак, 59 тастера                                                                       |
| Процесор              |                                                                                              |
| Фреквенција процесора | 4                                                                                            |
| RAM                   | 64                                                                                           |
| ROM                   | непознато                                                                                    |
| Текст                 | 80 знакова x 25 линија                                                                       |
| Графика               | 512 x 256 тачака                                                                             |
| Боја                  | једна                                                                                        |
| Звук                  | 16 bit PCM (стерео 48 KHz, 1 глас), FM (6-канални стерео), PCM (19,2 KHZ, осмероканални стерео) |
| Димензије             | непознато                                                                                    |
| Портови               |                                                                                              |
| Оперативни систем     |                                                                                              |